# 1–16 Buckingham Terrace

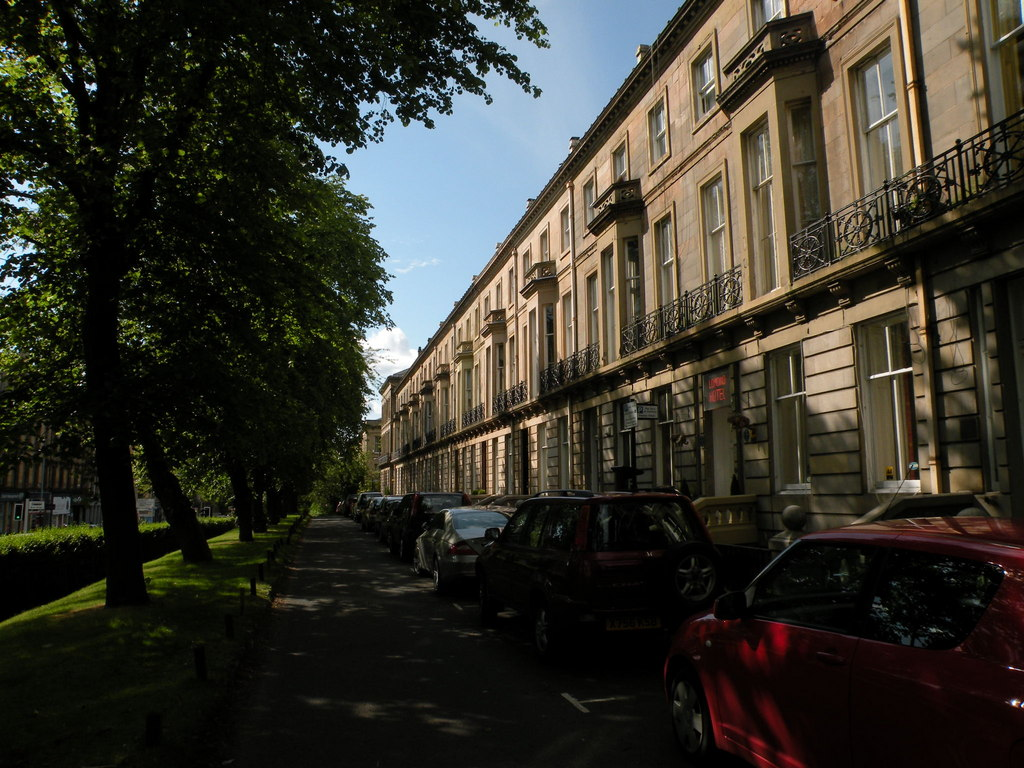
Buckingham Terrace

Unter der Adresse 1–16 Buckingham Terrace in der schottischen Stadt Glasgow befindet sich eine Wohngebäudezeile. 1970 wurde das Bauwerk in die schottischen Denkmallisten in der höchsten Denkmalkategorie A aufgenommen.

## Beschreibung
Die dreistöckige Gebäudezeile steht an der Buckingham Terrace abseits der Great Western Road (A82) nordwestlich des Glasgower Stadtzentrums. Den Entwurf mit Neorenaissance-Details lieferte der schottische Architekt John Thomas Rochead. Die Gebäudezeile entstand zwischen 1852 und 1854. Mit dem Bau der westlichen Fortführung 24–31 Buckingham Terrace wurde 1858 begonnen. Rückwärtig erstreckt sich die Gebäudezeile 35–51 Hamilton Drive; östlich die Gebäudezeile 1–9 Ruskin Terrace.
Die Gebäudezeile besteht aus gleichförmigen, jeweils drei Achsen weiten Häusern. Die rechts gelegenen Eingangstüren sind über kurze Vortreppen mit steinernen Balustraden zugänglich. Schmale Seitenfenster flankieren die mit schlichten Kämpferfenstern schließenden Türen. Im Bereich des Erdgeschosses ist das Mauerwerk rustiziert. Unterhalb des ersten Obergeschosses verläuft ein auf profilierten Konsolen ruhendes Fenstergesims. Darauf ziehen sich schmale Balkone mit gusseisernen Balustraden, die durch die abgekanteten Erker auf den mittleren Achsen begrenzt werden. Im Wesentlichen sind vier- oder sechsteilige Sprossenfenster verbaut. Die Fassade schließt mit einem Kranzgesimse mit Zahnschnitt. Die beiden abschließenden Gebäude treten hervor. Sie sind fünf Achsen weit. Anstelle von schiefergedeckten Satteldächern schließen sie mit Plattformdächern.